# Absolutely
Absolutely es el segundo álbum de la banda de ska británica Madness. Fue publicado en 1980 y alcanzó el número 2 en la lista de ventas de álbumes en el Reino Unido.

## Lista de canciones
1. "Baggy Trousers" - 2:45 (McPherson/Foreman)
2. "Embarrassment" - 3:13 (Thompson/Barson)
3. "E.R.N.I.E." - 2:45 (McPherson/Foreman)
4. "Close Escape" - 3:29 (Thompson/Foreman)
5. "Not Home Today" - 2:30 (McPherson/Bedford)
6. "On the Beat Pete" - 3:05 (Thompson/Madness)
7. "Solid Gone" - 2:22 (Smyth)
8. "Take It or Leave It" - 3:26 (Thompson/Barson)
9. "Shadow of Fear" - 1:58 (McPherson/Barson)
10. "Disappear" - 2:58 (McPherson/Bedford)
11. "Overdone" - 3:45 (Thompson/Foreman)
12. "In the Rain" - 2:42 (McPherson/Madness)
13. "You Said" - 2:35 (McPherson/Barson)
14. "Return of the Los Palmas 7" - 2:01 (Barson/Woodgate/Bedford)

## Créditos
- Suggs – Voz
- Mike Barson – teclados, armónica, marimba y percusión
- Chris Foreman – Guitarra
- Mark Bedford – Bajo
- Lee Jay Thompson – Saxofón
- Daniel Woodgate – Batería
- Chas Smash – Voz y trompetas, voz principal en  "Solid Gone"

## Posición en las listas de ventas
| Fecha    | Sencillo                   | Lista | Posición |
| -------- | -------------------------- | ----- | -------- |
| Sep 1980 | Baggy Trousers             | R.U.  | N.º 3    |
| Nov 1980 | Embarrassment              | R.U.  | N.º 4    |
| Ene 1981 | Return of the Los Palmas 7 | R.U.  | N.º 7    |

- Datos: Q2822045